# Ceroplastes bicolor
Ceroplastes bicolor är en insektsart som beskrevs av Hempel 1901. Ceroplastes bicolor ingår i släktet Ceroplastes och familjen skålsköldlöss. Inga underarter finns listade i Catalogue of Life.